# 東京都戦没者霊苑
東京都戦没者霊苑（とうきょうとせんぼつしゃれいえん）は、東京都文京区春日にある慰霊施設。太平洋戦争における東京都の戦没者の霊が祀られている。

## 概要
太平洋戦争によって東京都では16万余りの戦没者がでた。それをうけて、戦没者の慰霊と平和の願いをこめ、1960年（昭和35年）6月に忠霊塔建設予定地だったところ（小石川陸軍工科学校跡地）に建立された。老朽化したため、大改修され、1988年（昭和63年）3月に完成し、現在の姿となる。設計は相田武文。山本健吉による碑文がある。戦没日本兵の遺品展示室がある。東京都福祉保健局生活福祉部の所管。

## 交通
- 東京地下鉄丸ノ内線・南北線「後楽園駅」
- 都営地下鉄三田線・大江戸線「春日駅」
- JR中央・総武線（各駅停車）「水道橋駅」